# Michael Noonan

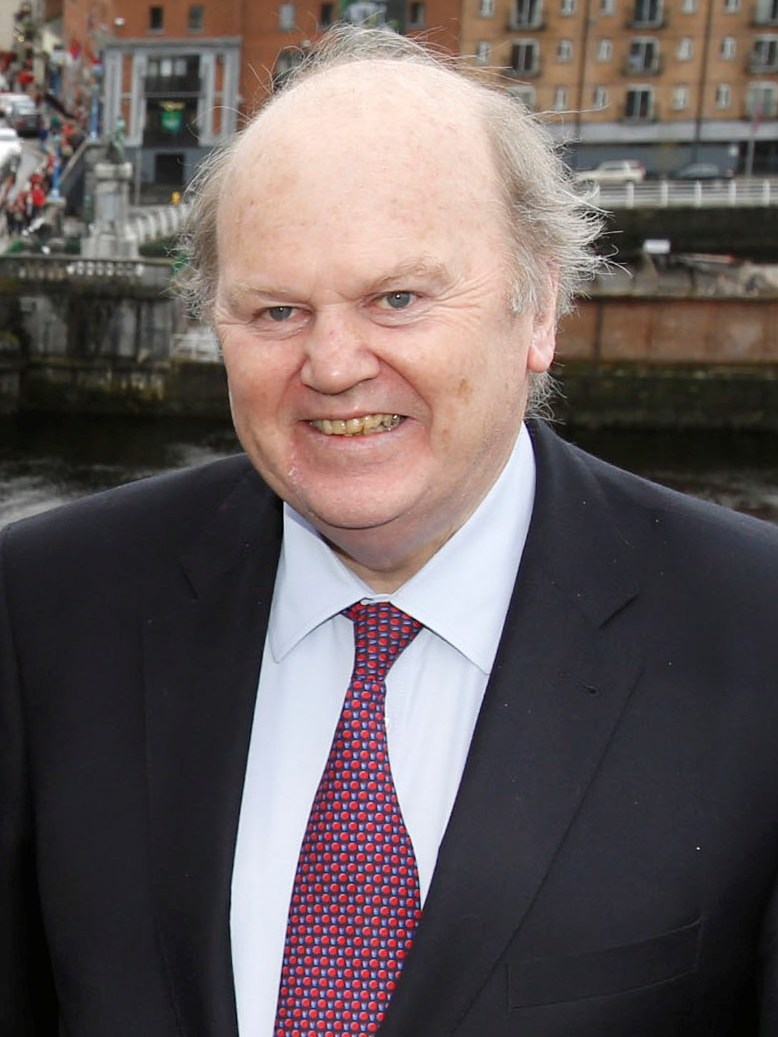
Michael Noonan 2014.

Michael Noonan, född 21 maj 1943 i Loughill, County Limerick, är en irländsk politiker. Han är Irlands finansminister sedan 9 mars 2011. Han var partiledare för Fine Gael 2001–2002.
Noonan har varit ledamot av Dáil Éireann sedan 1981.